# Pristimantis carlosceroni
Pristimantis carlosceroni es una especie de anfibio anuro de la familia Craugastoridae.

## Distribución geográfica
Esta especie es endémica de la provincia de Pichincha en Ecuador. Se encuentra entre los 3200 y 3402 m sobre el nivel del mar en la Cordillera Occidental.

## Descripción
El holotipo del macho mide 26 mm.

## Etimología
Esta especie lleva el nombre en honor a Carlos Eduardo Cerón.

## Publicación original
- Valencia, Bejarano-Muñoz & Yánez-Muñoz, 2013: Una nueva especie de rana Pristimantis verde (Anura: Craugastoridae) de los bosqus andinos del distrito metropolitano de Quito, Ecuador. Herpetotropicos, vol. 9, n.º 1/2, p. 25-35[2]